# ماميثا صفراء

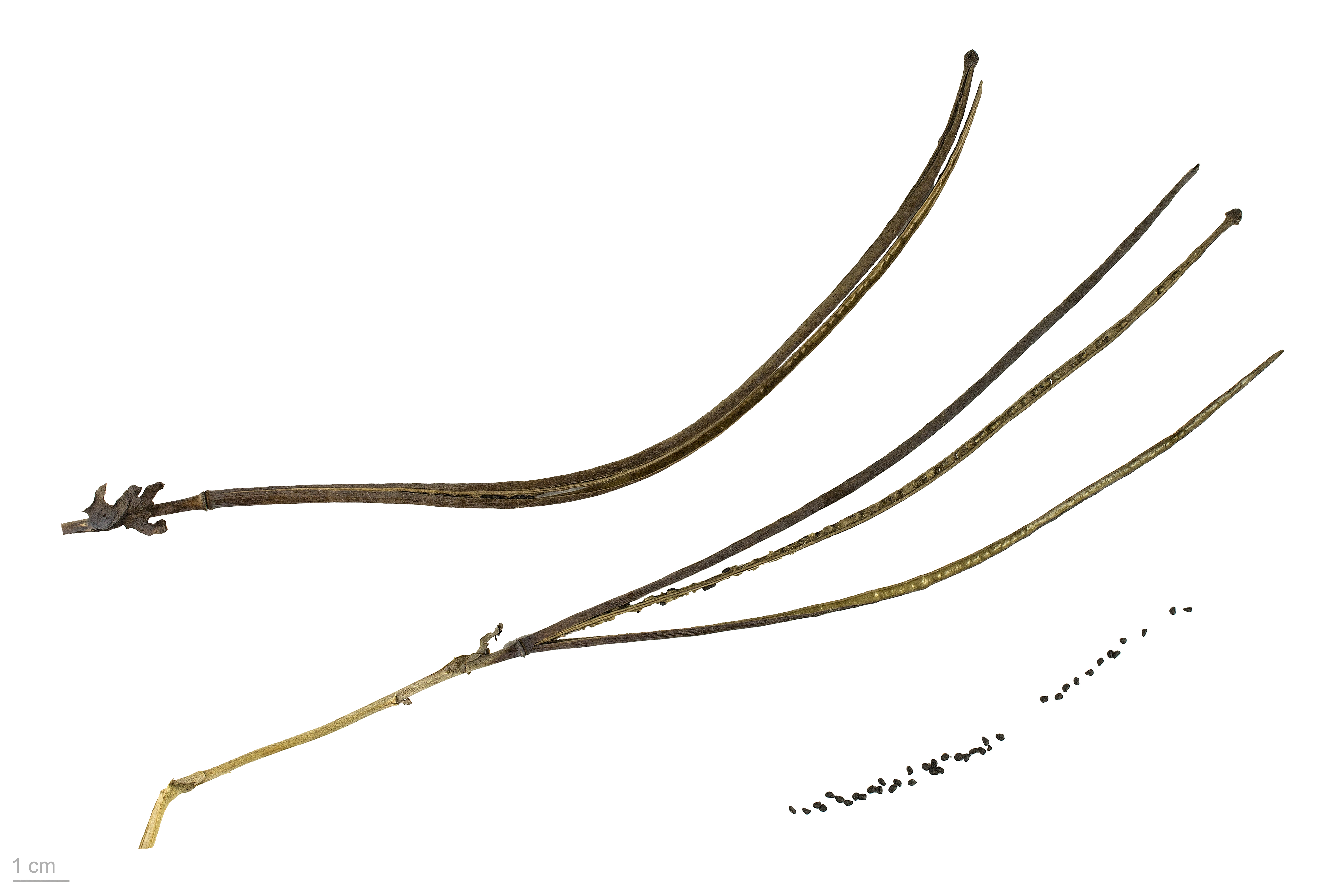
Glaucium flavum

المَامِيثَا الصفراء أو قرن الجديان أو نعمان هو نوع نباتي يتبع جنس الماميثا من الفصيلة الخشخاشية.

## البيئة والانتشار
ينتشر في كافة أنحاء حوض البحر الأبيض المتوسط وأوروبا بما في ذلك المشرق العربي والمغرب العربي. يوجد أيضاً في الأمريكتين وأستراليا.